# Reza Pourjavady
Reza Pourjavady ist ein zeitgenössischer iranischer Philosoph und Islamwissenschaftler. Zu seinen Forschungsinteressen gehören die Philosophie in der Zeit der frühen Safawiden und in der Zeit der Kadscharen.
Er absolvierte 1997 seinen BA in Philosophie an der Universität Teheran und 2001 einen MA an der Universität Leeds in Islamwissenschaft. 2008 promovierte er an der Freien Universität Berlin in Islamwissenschaft. Von 2008 bis 2013 war er am Institut für Islamwissenschaft der McGill-Universität im Projekt "Rational science in Islam" tätig, von 2013 bis 2014 war er an der Freien Universität Berlin. Er ist Visiting Professor of Oriental and Islamic Studies an der Ruhr-Universität Bochum.

## Publikationen (Auswahl)
- Ibrahim Marazka, Reza Pourjavady, Sabine Schmidtke (Hrsg.): Samaw'al al-Maghribi's (d. 570/1175) - Ifham al-yahud - The Early Recension. 2006
- Pourjavady, Reza; Schmidtke, Sabine (eds.): A Jewish Philosopher of Baghdad. ʿIzz al-Dawla Ibn Kammūna (d. 683/1284) and His Writings (Islamic Philosophy, Theology and Science; 65). Brill Academic Publishers, Leiden 2006, ISBN 978-90-04-15139-0. ()
- Pourjavady, Reza: Philosophy in early Safavid Iran: Najm al-Dīn Maḥmūd al-Nayrīzī and His Writings. Brill, Leiden 2011 (Islamic Philosophy, Theology and Science, Band 82)
- Reza Pourjavady: Philosophy in Qajar Iran. (Handbook of Oriental Studies, Band 127).  2018 (Buchhandelslink)
- Beiträge im Oxford Handbook of Islamic Theology